# Jean-Claude Lemoine
Pour les articles homonymes, voir Lemoine.
Jean-Claude Lemoine, né le 28 avril 1931 à Tessy-sur-Vire (Manche) et mort dans le même village le 4 octobre 2007, est un homme politique français, député de la Manche de 1993 à 2007.

## Biographie
Médecin généraliste à Tessy-sur-Vire depuis 1958, en succession de son père, il entre au conseil municipal de sa commune en 1965, puis, en 1976, au conseil général de la Manche, dont il devient vice-président en 1982, puis plus tard second (1988) puis premier vice-président (1998).
Proche de Jacques Chirac, il quitte le conseil régional de Basse-Normandie en 1993, pour l'Assemblée nationale, où il succède à Jean-Marie Daillet pour la 1re circonscription de la Manche.
Il a également été secrétaire général du RPR chargé des retraités.
Il annonce le 13 octobre 2006 qu'il ne se représente pas à la députation en 2007, et décède un an plus tard, des suites d'une longue maladie.

## Honneurs
- Chevalier de l'ordre national du Mérite
- Officier du Mérite agricole
- Chevalier des Palmes académiques
- Chevalier de la Légion d'honneur

## Mandats
Conseiller municipal de Tessy-sur-Vire
- 1965 - 04/10/2007 : Membre du conseil municipal puis premier adjoint au Maire de Tessy-sur-Vire (Manche)

Conseiller général du canton de Tessy-sur-Vire
- 15 mars 1976 - 21 mars 1982 : Membre du Conseil général de la Manche
- 22 mars 1982 - 2 octobre 1988 : Vice-Président du Conseil général de la Manche
- 3 octobre 1988 - mars 1998 : second vice-Président du Conseil général
- mars 1998 - octobre 2007 : premier vice-Président

Conseiller régional
- 1986 - 17/04/1993 : Membre du Conseil régional de Basse-Normandie

Député de la première circonscription de la Manche
- 02/04/1993 - 19/06/2007 : Député de la Manche